# Rock experimental
El rock experimental también conocido con otros nombres como avant-rock, avant-garde rock, rock vanguardista o rock de vanguardia (entre otros nombres que recibe), es un subgénero del rock remontando su origen en la década de los años 1960, caracterizado por el uso de elementos vanguardistas, la experimentación y el uso de sonidos, estructuras e instrumentos poco comunes. Suele ser confundido con el art rock, y si bien están muy relacionados, no son el mismo género.
El rock experimental suele asociarse con tener un estilo experimentalista, surrealista, ecléctico, vanguardista, y con influencias de la improvisación libre, en algunas escenas y países se obtuvo la popularidad gracias al krautrock, rock psicodélico, la electrónica y la música clásica, música de cámara y la música contemporánea popular, La mayoría de los grupos y músicos pertenecientes al subgénero pertenecen al movimiento independiente llamado DIY (hazlo tú mismo).
El rock experimental nunca se ha catalogado como un subgénero de obtener un éxito comercial, sino que la mayoría de los artistas pertenecientes a esta escena se mantienen en un estatus de culto.

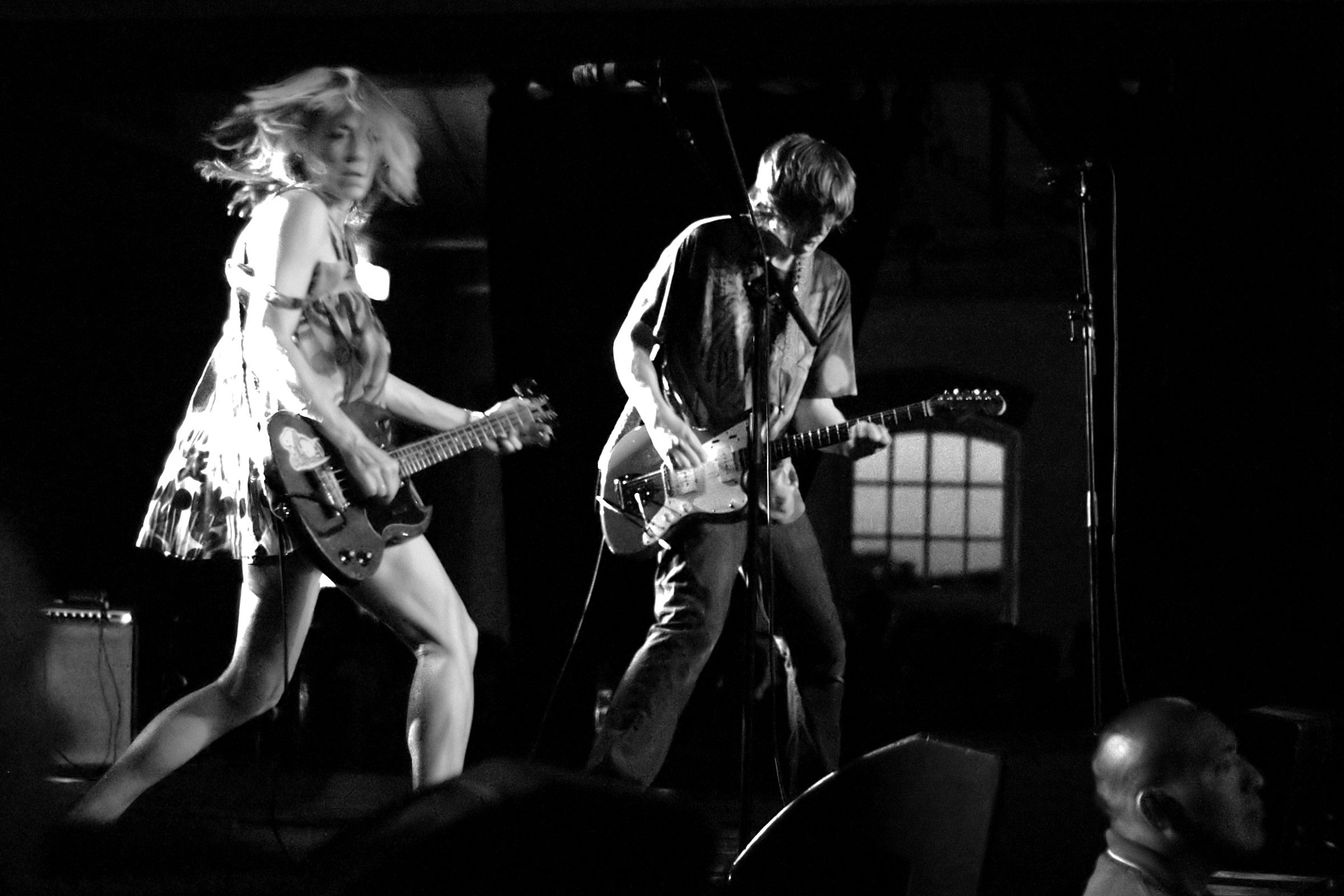
Sonic Youth

Los Jaivas

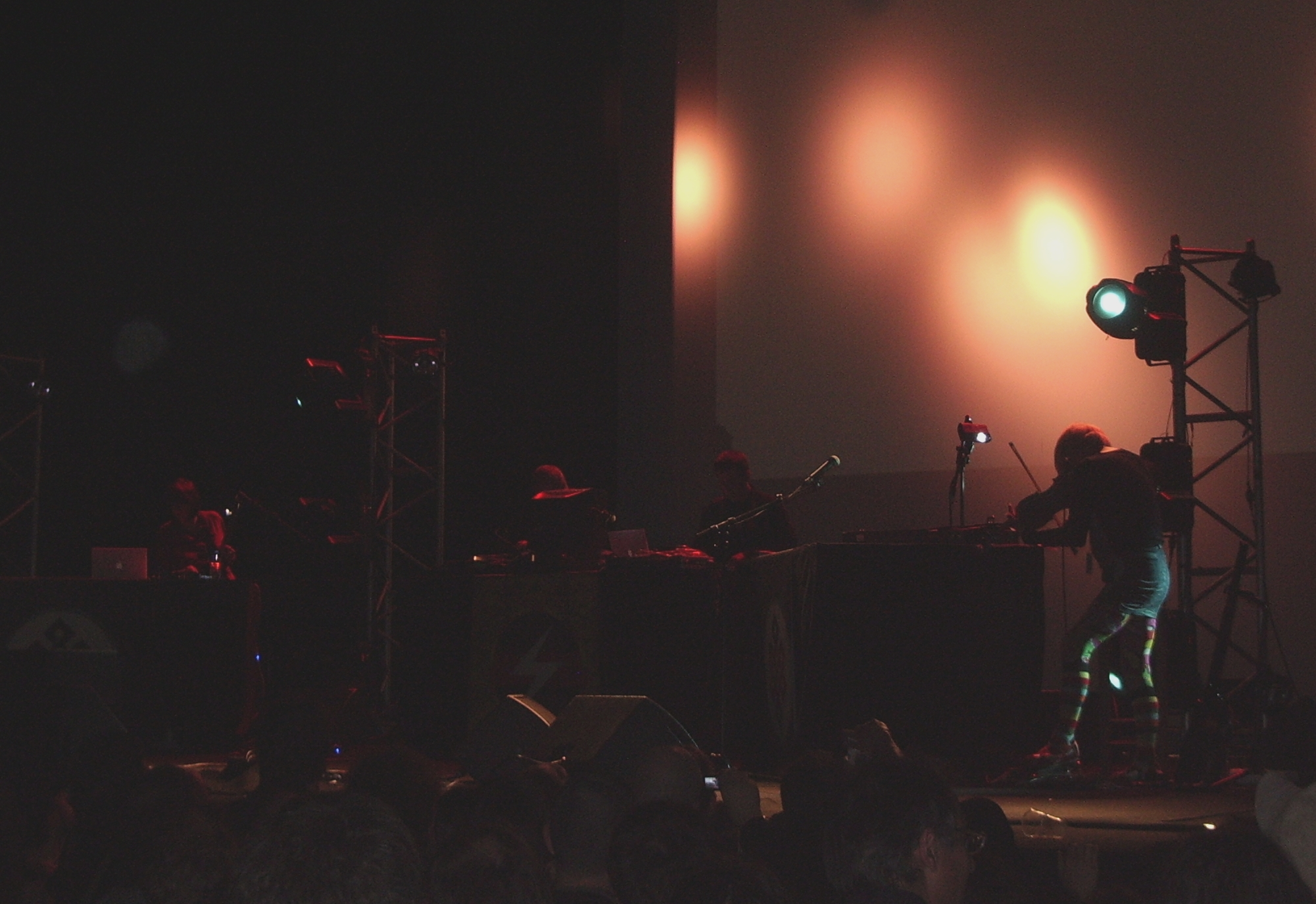
Throbbing Gristle

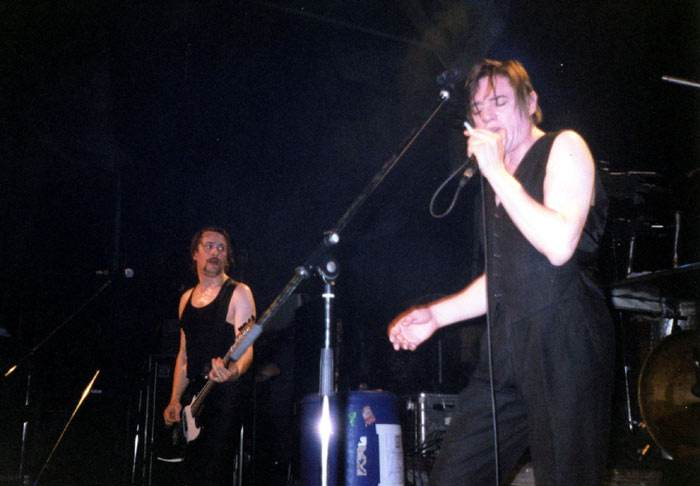
Einstürzende Neubauten

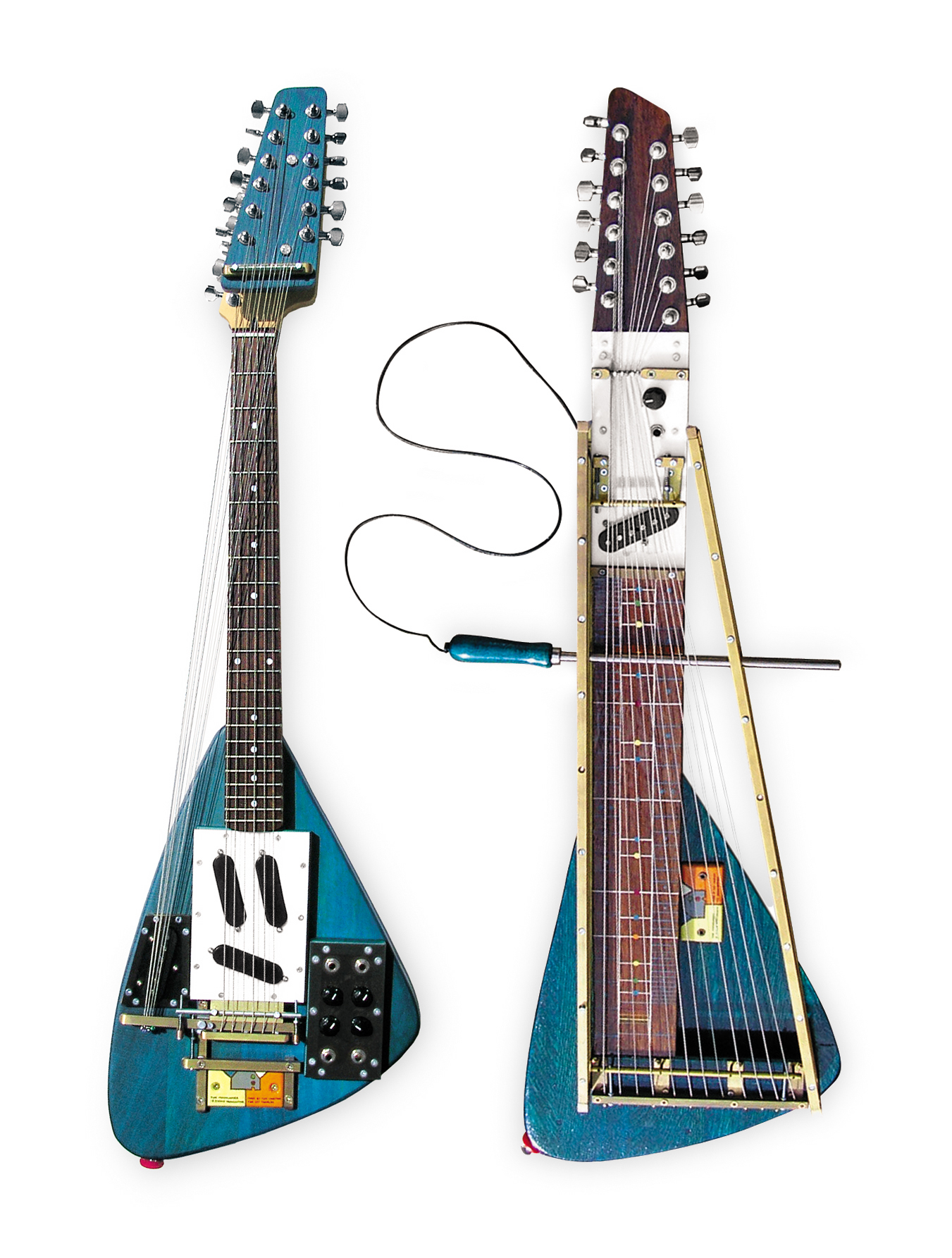
Moonlander & Moodswinger, Yuri Landman

## Artistas del género
Algunos de los principales exponentes de este género son:
- Blood Quartet
- Butthole Surfers
- Can
- Captain Beefheart
- Charly García
- David Bowie
- Devin Townsend
- Dot Hacker
- Faith No More
- Frank Zappa
- Faust
- Gong
- Glenn Branca
- Half Japanese
- Jethro Tull
- John Frusciante
- John Zorn
- King Crimson
- La Dispute
- Leprous
- Les Claypool
- Lightning Bolt
- Lou Reed
- Los Jaivas
- Magma
- Melvins
- Mr. Bungle
- Munich Project
- Neu!
- Neutral Milk Hotel
- Nico
- Nine Inch Nails
- October Project
- Patrick Doyle
- Paul Gilbert
- Pere Ubu
- Pink Floyd
- Portishead
- Primus
- Public Image Ltd.
- Radiohead
- Red Krayola
- Robert Fripp
- Royal Trux
- Sinergia
- Soft Machine
- Sonic Youth
- Sonomathico
- Stereolab
- Steve Hackett
- Swans
- Team Sleep
- This Heat
- The Beatles
- The Mars Volta
- The Pop Group
- The Velvet Underground
- Tom Waits
- Tony Levin
- Uprane
- VersaEmerge
- Warpaint
- Yeasayer
- Zu